# Santuario de Greccio
El Santuario de Greccio es uno de los cuatro santuarios erigidos por San Francisco de Asís en el Valle Sagrado, junto con el santuario de Fonte Colombo, el santuario del Bosque y el santuario de Poggio Bustone. Ubicado a unos 15 km de la capital de la provincia de Rieti, está incrustado el una roca de los montes Sabinos, , a una altitud de 665 m snm, en las inmediaciones del antiguo pueblo medieval de Greccio, con una espléndida vista sobre la amplia cuenca del río Rieti .

## Historia

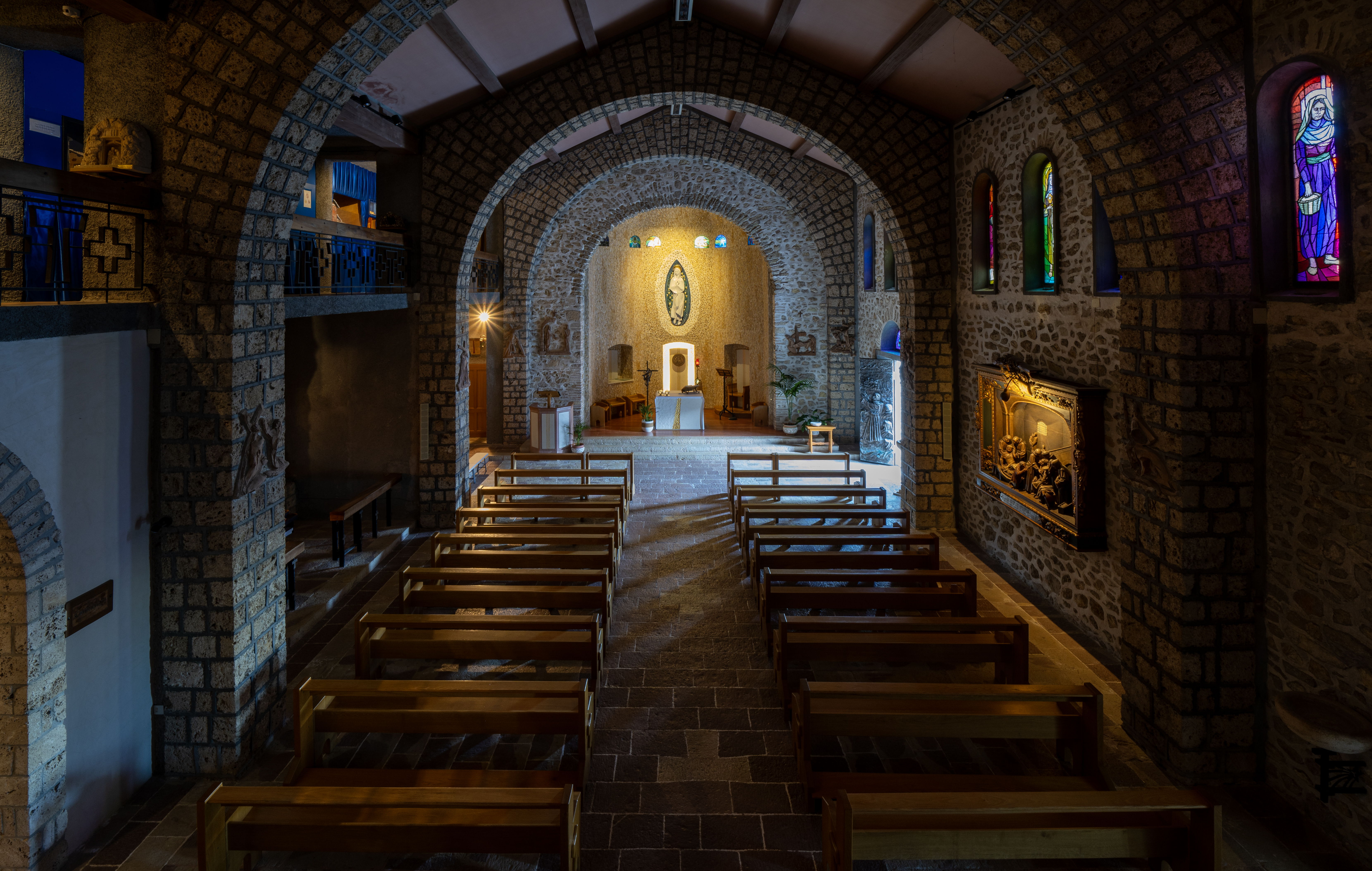
El interior de la iglesia de la Inmaculada Concepción

Varias explicaciones se han dado sobre el motivo por el que San Francisco eligió este escarpado paraje para construir allí una ermita; pero el más evocador es sin duda el del niño al que al pobre de Asís hizo arrojar un tizón que, volando como un rayo, terminó su recorrido en la pared rocosa de un montículo, propiedad de un señor feudal de Greccio, conocido como Giovanni Velita. Allí se construyó la actual ermita.
Tomás de Celano en su Primera vida de San Franciso de Asís, narra la historia de la primera representación del belén dispuesta por encargo de San Francisco en aquel lugar. No había en ella ninguna imagen, solo un pesebre vacío y junto a él un asno y un buey. La noche de Navidad del año 1223 allí se reunión Francisco con frailes que habían llegado de los alrededores y vecinos de las granjas de la comarca,. Todos los asistentes se llenaron de una extraordinaria alegría, después un sacerdote celebró la misa en aquel mismo lugar, en la que Francisco, revestido con los ornamentos de diácono dio lectura al evangelio.
Celano da también cuenta de la siguiente noticia:

Se multiplicaban allí los dones del Omnipotente; un varón virtuoso tiene una admirable visión. Había un niño que, exánime, estaba recostado en el pesebre; se acerca el santo de Dios y lo despierta como de un sopor de sueño. No carece esta visión de sentido, puesto que el niño Jesús, sepultado en el olvido en muchos corazones, resucitó por su gracia, por medio de su siervo Francisco, y su imagen quedó grabada en los corazones enamorados. Terminada la solemne vigilia, todos retornaron a su casa colmados de alegría.

.
Desde entonces Greccio y su santuario se conoce como el primer belén del mundo. 
El santuario fue visitado tres veces por un pontífice: el 2 de enero de 1983 por el Papa Juan Pablo II, y por el Papa Francisco dos veces, el 4 de enero de 2016 en forma privada y el 1 de diciembre de 2019 en la forma público, ocasión en la que entregó la carta apostólica titulada Admirabile signum, sobre el significado del pesebre.

## Descripción

### Santuario y capilla

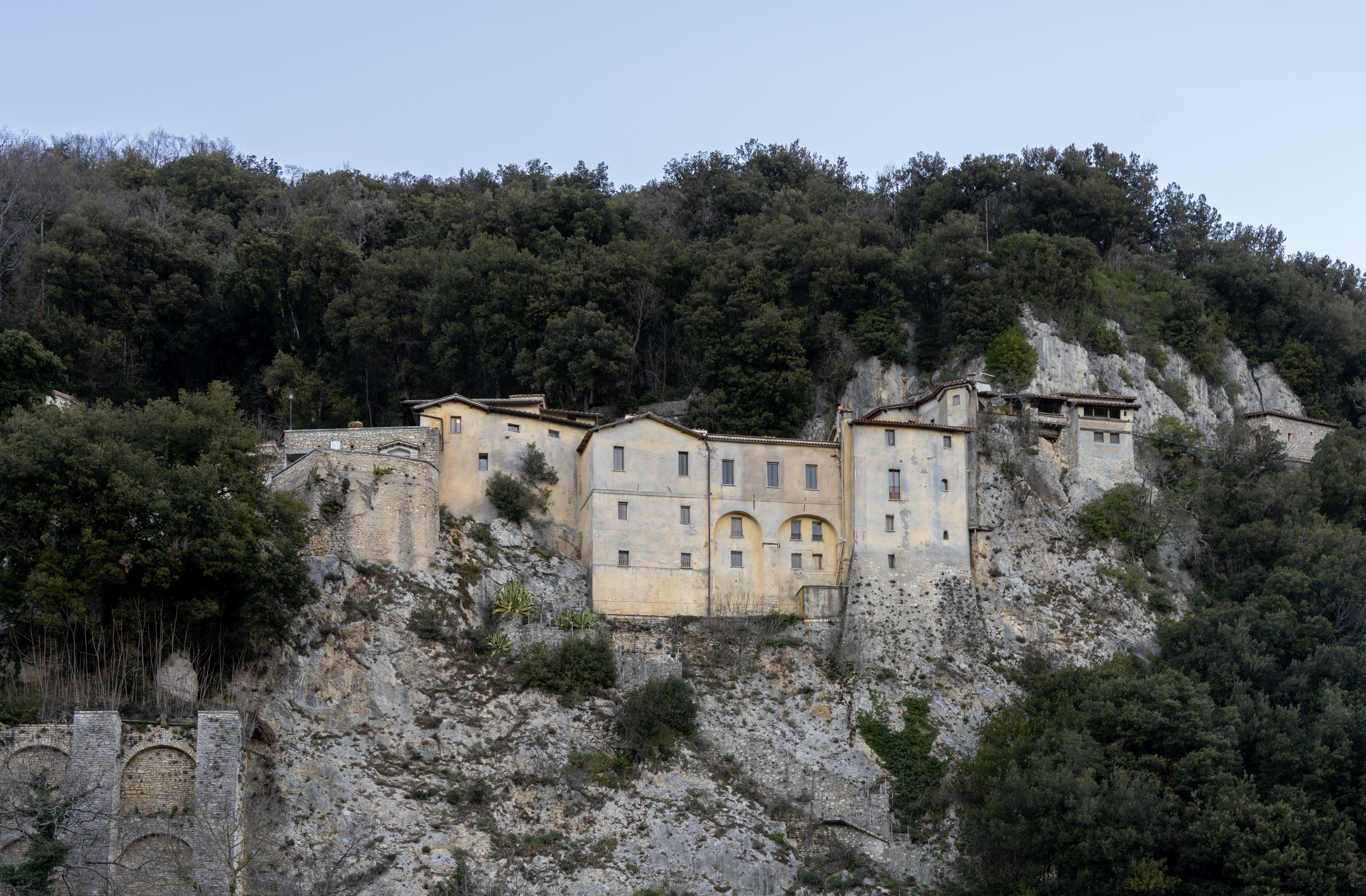
El convento

El santuario se encuentra al inicio del camino que recorre el complejo que incluye el convento de los franciscanos. Tiene planta de cruz latina, caracterizada por una fachada lateral y un ábside hexagonal. En el lateral hay varias ventanas con un solo arco de estilo gótico, mientras que el campanario se levanta a modo de espadaña. En el interior hay frescos modernos y la capilla original del santo tallada en la roca.

### Iglesia de San Francisco
La iglesia se encuentra más adelante, después de cruzar la plaza, y está unida al refectorio de los frailes, encaramado sobre la roca. La iglesia tiene planta de cruz latina con campanario. Bajo la iglesia medieval se encuentra la llamada cripta de San Francisco, el lugar donde se habría celebrado aquella primera Navidad, en ella, en una luneta muestra la Disposición del pesebre, en la Navidad de 1223; la pintura se remonta al siglo XIII .

## Galería de imágenes

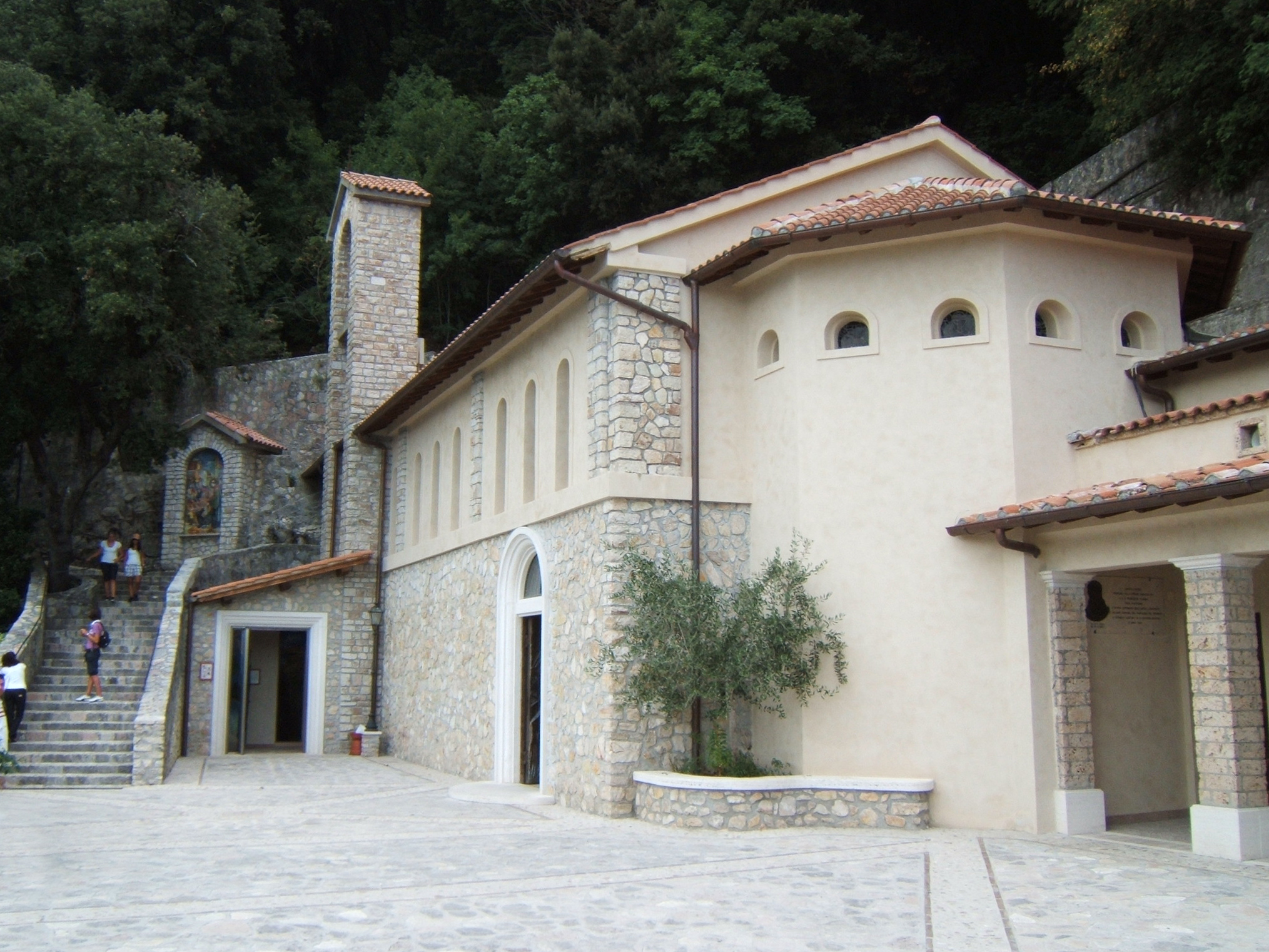
Ángulo del santuario
Pintura de la Disposición del pesebre en la Navidad de 1223
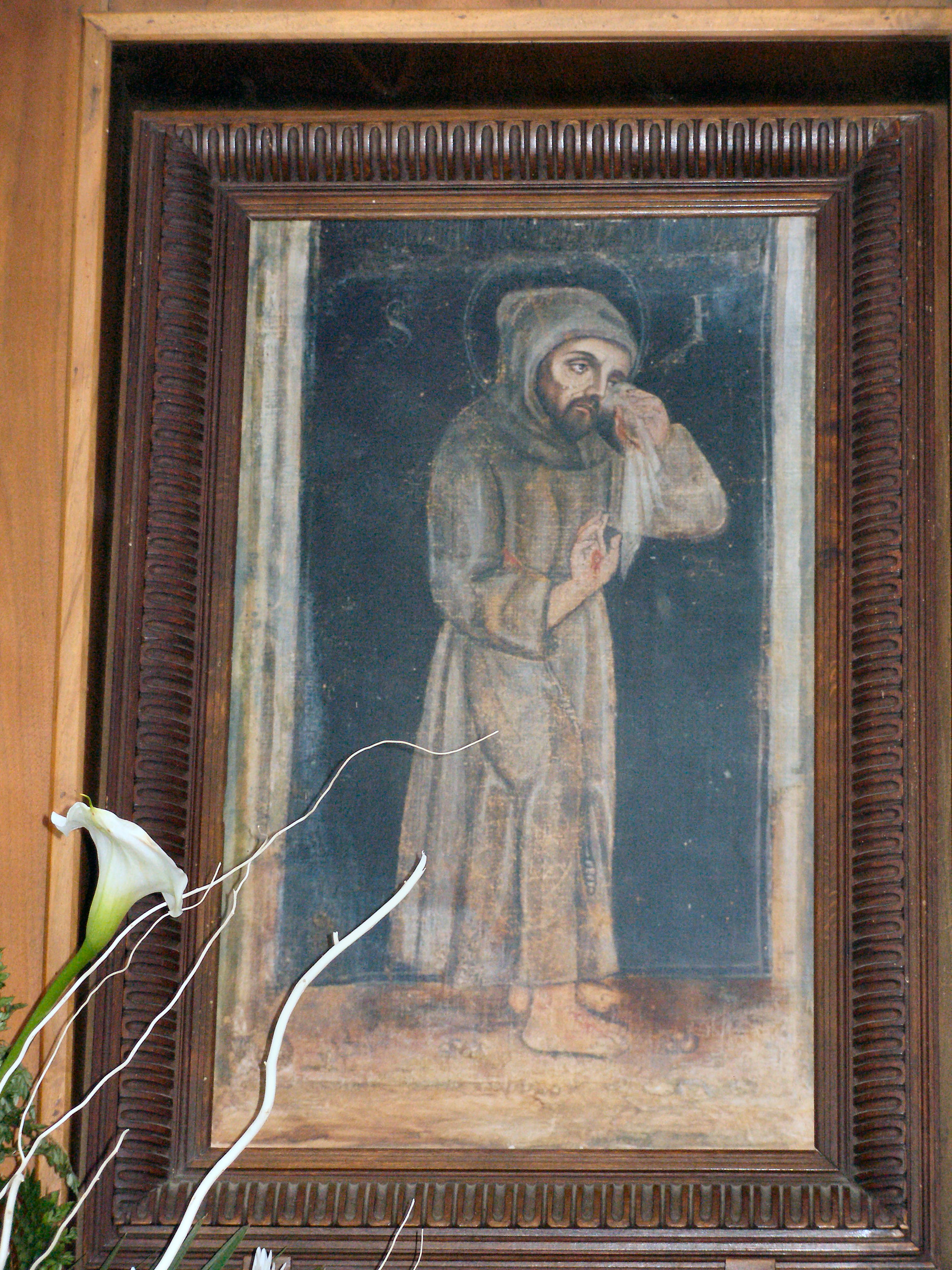
Imagen de San Francisco en el convento
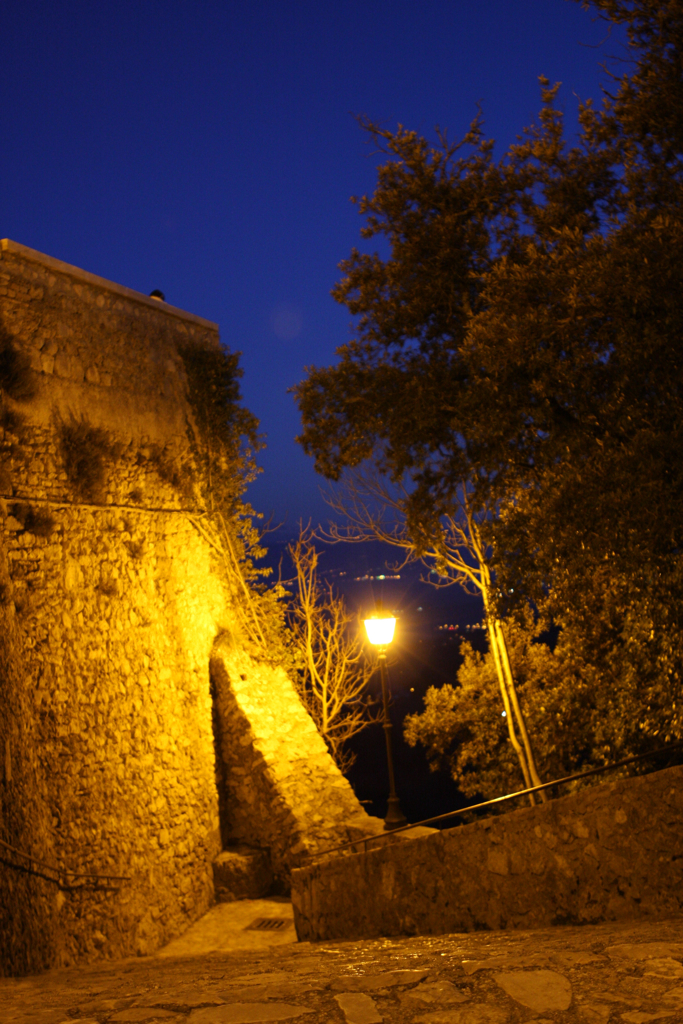
Imagen nocturna